# L'Homme araignée (film)
Série
La Riposte de l'homme-araignée
(1978)
Pour plus de détails, voir Fiche technique et Distribution.
L'Homme araignée (The Amazing Spider-Man) est un téléfilm américain qui sert de pilote à la série télévisée The Amazing Spider-Man, inspirée du personnage de comics Spider-Man, réalisé par E.W. Swackhamer et diffusé le 14 septembre 1977 sur le réseau CBS.
En France, le téléfilm est sorti au cinéma le 15 mars 1978, avec un certain succès (698 490 entrées). La Riposte de l'homme-araignée, épisode double remontés pour en faire un film sort en France le 4 avril 1979 avec un succès mitigé (200 499 entrées).

## Synopsis
Peter Parker, un étudiant en sciences naturelles se fait mordre par une araignée radioactive. Il est investi du pouvoir des araignées, qu'il met au service du bien. Il affronte Byron, un maître chanteur qui se sert d'une machine à contrôler les cerveaux et qu'il utilise pour commettre des délits. Peter vient en aide à Judy Tyler dont le père Noah est l'inventeur de cet engin infernal.

## Fiche technique
Sauf indication contraire, les informations mentionnées dans cette section peuvent être confirmées par les bases de données cinématographiques IMDb et Allociné,  présentes dans la section « Liens externes ».
- Titre original : The Amazing Spider-Man
- Titre français : L'Homme-araignée
- Réalisation : E.W. Swackhamer, Don McDougall, Ron Satlof et Dennis Donnelly[1]
- Scénariste : Robert Janes, Howard Dimsdale, Gregory S. Dinallo, Duke Sandefur et Lionel E. Siegel, d'après les personnages de Stan Lee[1],[2]
- Musique : Stu Phillips, Dana Kaproff et Johnnie Spence
- Direction artistique : James Hulsey
- Décors : Charles Korian
- Costumes : Frank Novak
- Photographie : Jack Whitman, Vincent A. Martinelli et Fred Jackman Jr.
- Son : Martin Raymond Bolger, Marvin Kerner
- Montage : Aaron Stell, David Newhouse, Erwin Dumbrille et Thomas Fries
- Production : Ron Satlof, Robert Janes et Lionel E. Siegel
- Sociétés de production[3] : Charles Fries Productions, Dan Goodman Productions et Danchuk Productions
- Sociétés de distribution : CBS (États-Unis - Diffusion TV)
- Budget : n/a
- Pays de production :  États-Unis
- Langue originale : anglais
- Format : couleur
- Genre : action, aventures, policier, fantastique, science-fiction
- Durée : 94 minutes
- Dates de sortie[4] :
  - États-Unis : 14 septembre 1977 (à la télévision)
  - France : 15 mars 1978 (au cinéma)

## Distribution
- Nicholas Hammond (VF : François Leccia) : Spider-Man / Peter Parker
- David White (VF : Maurice Chevit) : J. Jonah Jameson
- Lisa Eilbacher (VF : Isabelle Ganz) : Judy Tyler
- Michael Pataki (VF : Alain Dorval) : Captain Barbera
- Hilly Hicks (en) (VF : Tola Koukoui) : Joe « Robbie » Robertson
- Jeff Donnell : Tante May Parker
- Robert Hastings : Monahan
- Ivor Francis (en) : Professeur Noah Tyler
- Thayer David (VF : Henri Poirier) : Edward Byron